# Erzbistum Papeete
Das Erzbistum Papeete (lateinisch Archidioecesis Papeetensis) ist ein Erzbistum der römisch-katholischen Kirche in Französisch-Polynesien mit dem Metropolitansitz Papeete auf Tahiti. Das Erzbistum umfasst die Gesellschaftsinseln, die Austral-Inseln sowie den Tuamotu-Archipel (einschließlich der Gambierinseln). Gelegentlich werden aus historischen Gründen auch die benachbarten britischen Pitcairninseln zur Diözese gezählt; dort leben allerdings keine Katholiken.

## Geschichte
Das Territorium der Präfektur Südseeinseln wurde am 8. Juni 1833 mit dem Breve In sublimi durch Gregor XVI. in die Apostolischen Vikariate Ostozeanien und Westozeanien geteilt.
Am 13. August 1844 wurde mit dem Breve Pastorale officium unter den gleichen Papst Gregor XVI. die Apostolische Präfektur Sandwichinseln ein vom Apostolischen Vikariat Ostozeanien unabhängiges Apostolisches Vikariat.
Die Gebiete des Apostolischen Vikariats Ostozeanien wurden am 9. Mai 1848 durch Papst Pius IX. auf die neuen Apostolischen Vikariate Tahiti („Insularum Tahiti“) und Marquesasinseln („Insularum Marchesi“) aufgeteilt; erster Bischofsvikar von Tahiti war Florentin-Etienne Jaussen. Aus Gebietsabtretungen des Apostolischen Vikariats Tahiti wurden die Cookinseln am 27. November 1922 durch Papst Pius XI. zur eigenständigen Apostolischen Präfektur Cookinseln und Manihiki bestimmt. Am 27. November 1966 wurde das Vikariat durch Papst Paul VI. zu einem Erzbistum erhoben. Erster Erzbischof war Paul-Laurent-Jean-Louis Mazé SSCC.
Als Suffraganbistum ist das Bistum Taiohae o Tefenuaenata dem Erzbistum Papeete zugeordnet.

## Ordinarien
1. Florentin-Etienne Jaussen (1848–1884)
2. Marie-Joseph Verdier SSCC (1884–1908)
3. André-Etienne-Athanase Hermel SSCC (1908–1932)
4. Julien-Marie Nouailles SSCC (1932–1937)
5. Paul-Laurent-Jean-Louis Mazé SSCC (1938–1973)
6. Michel-Gaspard Coppenrath (1973–1999)
7. Hubert Coppenrath (1999–2011)
8. Jean-Pierre Cottanceau SSCC (seit 2016)